# Jalpaiguri
Jalpaiguri (en bengalí: জলপাইগুড়ি ) es una ciudad de la India, centro administrativo del distrito de Jalpaiguri, en el estado de Bengala Occidental.

## Geografía
Se encuentra a una altitud de 86 m s. n. m. a 638 km de la capital estatal, Calcuta, en la zona horaria UTC +5:30.

## Demografía
Según estimación 2010 contaba con una población de 117 639 habitantes.